# دروازه نو
دروازه نو (عربی: باب‌الجدید) جدیدترین دروازه ساخته‌شده در حضار دور شهر قدیم اورشلیم است. ساخت این دروازه ۱۸۸۷ شروع شد و ۱۸۸۹ به پایان رسید. عبدالحمید دوم این دیوار را به مناسبت حضور ویلهلم دوم احداث کرد.